# 第49回カンヌ国際映画祭
第49回カンヌ国際映画祭（だい49かいカンヌこくさいえいがさい）は、1996年5月9日から5月20日にかけて開催された。

## 受賞結果
- パルム・ドール：『秘密と嘘』（マイク・リー）
- グランプリ：『奇跡の海』（ラース・フォン・トリアー）
- 審査員特別賞：『クラッシュ』（デヴィッド・クローネンバーグ）
- 監督賞：ジョエル・コーエン（『ファーゴ』）
- 男優賞：ダニエル・オートゥイユ、パスカル・デュケンヌ（『八日目』）
- 女優賞：ブレンダ・ブレッシン（『秘密と嘘』）
- 脚本賞：ジャック・オーディアール（『つつましき詐欺師』）
- カメラ・ドール：シャーリー・バーレット（『ラブ・セレナーデ』）

## 審査員

### コンペティション部門
- 審査委員長
  - フランシス・フォード・コッポラ（アメリカ/監督）
- 審査員
  - トラン・アン・ユン（ベトナム/監督）
  - アトム・エゴヤン（カナダ/監督）
  - アントニオ・タブッキ（イタリア/作家）
  - 石岡瑛子（日本/デザイナー）
  - グレタ・スカッキ（イギリス/女優）
  - ナタリー・バイ（フランス/女優）
  - アンリ・シャピエ（フランス/批評家）
  - クシシュトフ・ピェシェヴィチ（ポーランド/脚本家）
  - ミヒャエル・バルハウス（ドイツ/撮影監督）

## 上映作品

### コンペティション部門
| 題名 原題                                                          | 監督                         | 製作国                              |
| ------------------------------------------------------------------ | ---------------------------- | ----------------------------------- |
| 奇跡の海 Breaking the Waves                                        | ラース・フォン・トリアー     | デンマーク スウェーデン フランス 他 |
| そして僕は恋をする Comment je me suis disputé... (ma vie sexuelle) | アルノー・デプレシャン       | フランス                            |
| クラッシュ Crash                                                   | デヴィッド・クローネンバーグ | カナダ イギリス                     |
| ファーゴ Fargo                                                     | コーエン兄弟                 | アメリカ合衆国                      |
| 花の影 風月                                                        | チェン・カイコー             | 中国 イギリス領香港                 |
| カンザス・シティ Kansas City                                       | ロバート・アルトマン         | アメリカ合衆国                      |
| 浮き雲 Kauas pilvet karkaavat                                      | アキ・カウリスマキ           | フィンランド                        |
| 二度目の出会い La Seconda Volta                                    | ミモ・カロプレスティ         | イタリア                            |
| 八日目 Le huitième jour                                            | ジャコ・ヴァン・ドルマル     | ベルギー フランス イギリス          |
| 夜の子供たち Les voleurs                                           | アンドレ・テシネ             | フランス                            |
| 憂鬱な楽園 南國再見、南國                                          | ホウ・シャオシェン           | 台湾 日本                           |
| Tree of Blood (Po di sangui)                                       | フローラ・ゴメス             | ギニア フランス ポルトガル          |
| Too Late (Prea târziu)                                             | ルチアン・ピンティリエ       | フランス ルーマニア                 |
| リディキュール Ridicule                                            | パトリス・ルコント           | フランス                            |
| 秘密と嘘 Secrets & Lies                                            | マイク・リー                 | イギリス                            |
| 魅せられて Stealing Beauty                                         | ベルナルド・ベルトルッチ     | イタリア フランス イギリス          |
| クワイエット・ルーム The Quiet Room                                | ロルフ・デ・ヒーア           | オーストラリア                      |
| 心の指紋 The Sunchaser                                             | マイケル・チミノ             | アメリカ合衆国                      |
| スティーヴン・フリアーズのザ・ヴァン The Van                       | スティーヴン・フリアーズ     | イギリス アイルランド               |
| Tierra                                                             | フリオ・メデム               | スペイン                            |
| 三つの人生とたった一つの死 Trois vies & une seule mort             | ラウル・ルイス               | フランス ポルトガル                 |
| つつましき詐欺師 Un héros très discret                             | ジャック・オーディアール     | フランス                            |

### 特別招待作品
- アメリカの災難 - デヴィッド・O・ラッセル（アメリカ）
- ある貴婦人の恋 - パオロ&ヴィットリオ・タヴィアーニ（イタリア、フランス）
- ガール6 - スパイク・リー（アメリカ）
- トレインスポッティング - ダニー・ボイル（イギリス）
- ミクロコスモス - クロード・ニュリザニー、マリー・プレンヌー（フランス）
- Il giorno della prima di Close-up - ナンニ・モレッティ（イタリア）
- Mickey Mouse Runaway Brain - クリス・ベイリー（アメリカ）

### ある視点部門
| 題名 原題                                        | 監督                           | 製作国                                  |
| ------------------------------------------------ | ------------------------------ | --------------------------------------- |
| 冷たい一瞬を抱いて Bastard Out of Carolina       | アンジェリカ・ヒューストン     | アメリカ合衆国                          |
| Buenos Aires Vice Versa                          | アレハンドロ・アグレスティ     | アルゼンチン                            |
| 雨上がりの駅で Compagna di viaggio               | ピーター・デル・モンテ         | イタリア                                |
| 夏物語 Conte d'été                               | エリック・ロメール             | フランス                                |
| Cwal                                             | クシシュトフ・ザヌーシ         | ポーランド                              |
| Few Of Us                                        | シャルナス・バルタス           | ポルトガル リトアニア · フランス ドイツ |
| ロズモンドの話 Fourbi                            | アラン・タネール               | スイス フランス                         |
| ギャベ Gabbeh                                    | モフセン・マフマルバフ         | イラン フランス                         |
| Haifa                                            | ラシード・マシュハラーウィー   | パレスチナ オランダ                     |
| I SHOT ANDY WARHOL I Shot Andy Warhol            | メアリー・ハロン               | アメリカ合衆国                          |
| イルマ・ヴェップ Irma Vep                        | オリヴィエ・アサヤス           | フランス                                |
| ミミ La Bouche de Jean-Pierre                    | リシャール・アジアリロヴィック | フランス                                |
| リチャードを探して Looking for Richard           | アル・パチーノ                 | アメリカ合衆国                          |
| ラブ・セレナーデ Love Serenade                   | シャーリー・バーレット         | オーストラリア                          |
| Lulu                                             | スリニヴァス・クリシュナ       | カナダ                                  |
| Mossane                                          | サフィ・ファイ                 | セネガル                                |
| No Way to Forget                                 | リチャード・フランクランド     | オーストラリア                          |
| Pasts                                            | ライラ・パカルニーナ           | ラトビア                                |
| Pramis                                           | ライラ・パカルニーナ           | ラトビア                                |
| Some Mother's Son                                | テリー・ジョージ               | アイルランド                            |
| ハードエイト Sydney                              | ポール・トーマス・アンダーソン | アメリカ合衆国                          |
| ハッピィブルー The Pallbearer                    | マシュー・リーヴス             | アメリカ合衆国                          |
| ピーター・グリーナウェイの枕草子 The Pillow Book | ピーター・グリーナウェイ       | イギリス フランス オランダ              |
| 荒地 The Waste Land                              | デボラ・ワーナー               | イギリス                                |
| Un Samedi Sur La Terre                           | ディアーヌ・ベルトラン         | フランス                                |